# Silnice II/237
Silnice II/237 spojuje mezi sebou města Rakovník, Nové Strašecí, Libochovice a Třebenice a samozřejmě celou řadu menších obcí mezi těmito městy.
Na své trase u Nového Strašecí se kříží se silnicí I/6 a poté u Třebíze se silnicí I/7. U Třebenic končí napojením na silnici I/15. Její celková délka je zhruba 67 km.
Tato silnice prochází Středočeským a Ústeckým krajem.

## Popis trasy

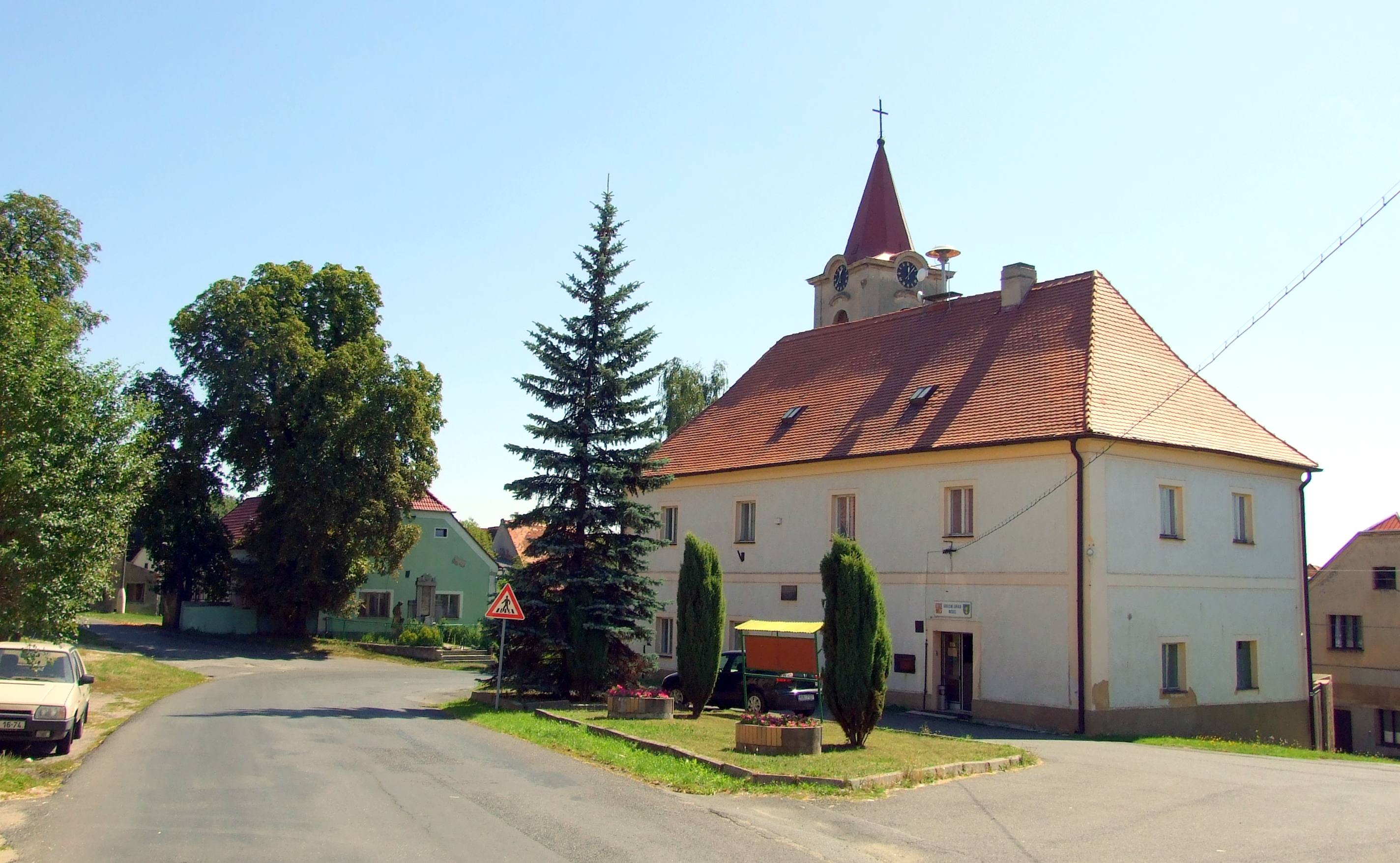
Mšec náměstí

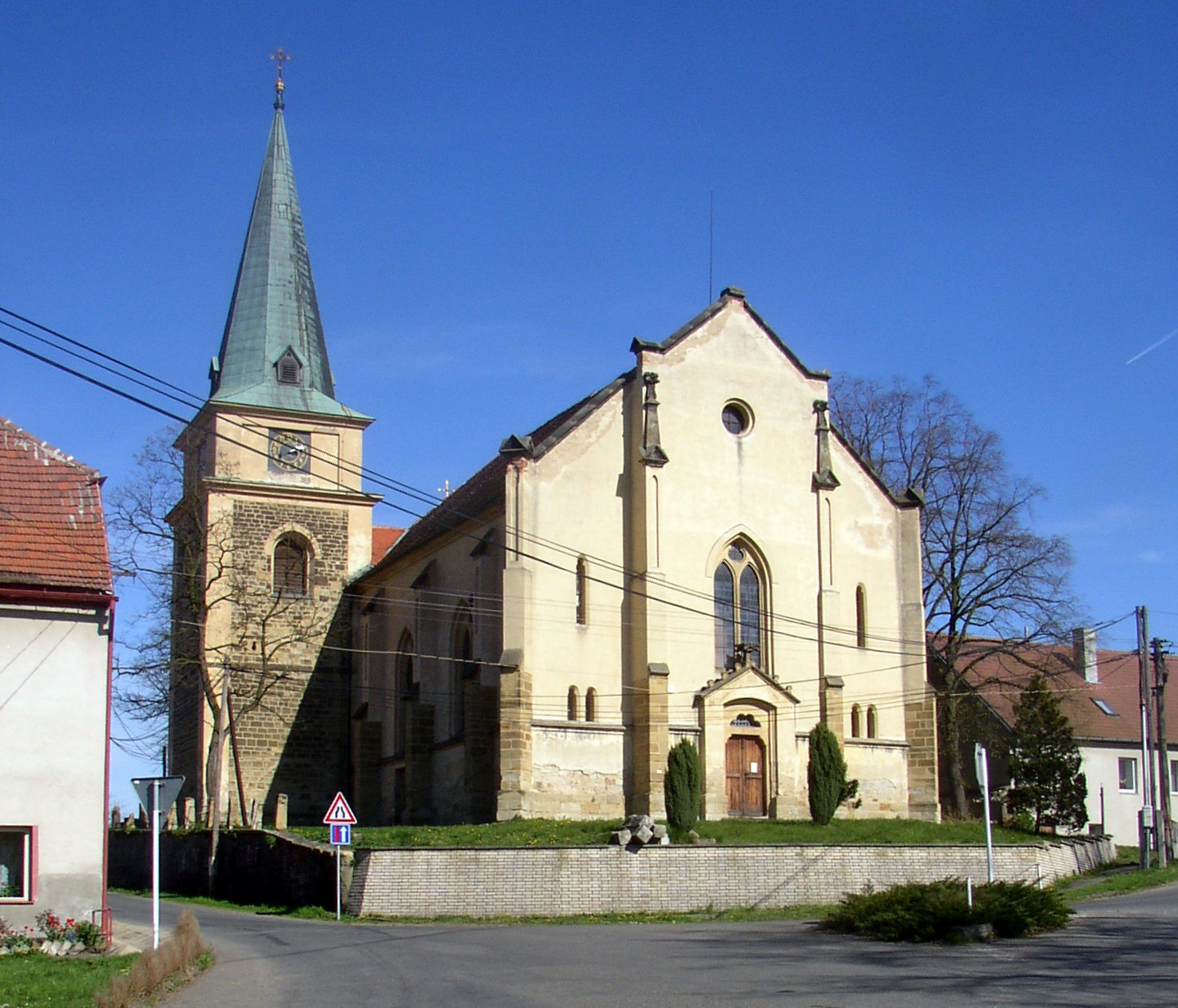
Srbeč – u kostela

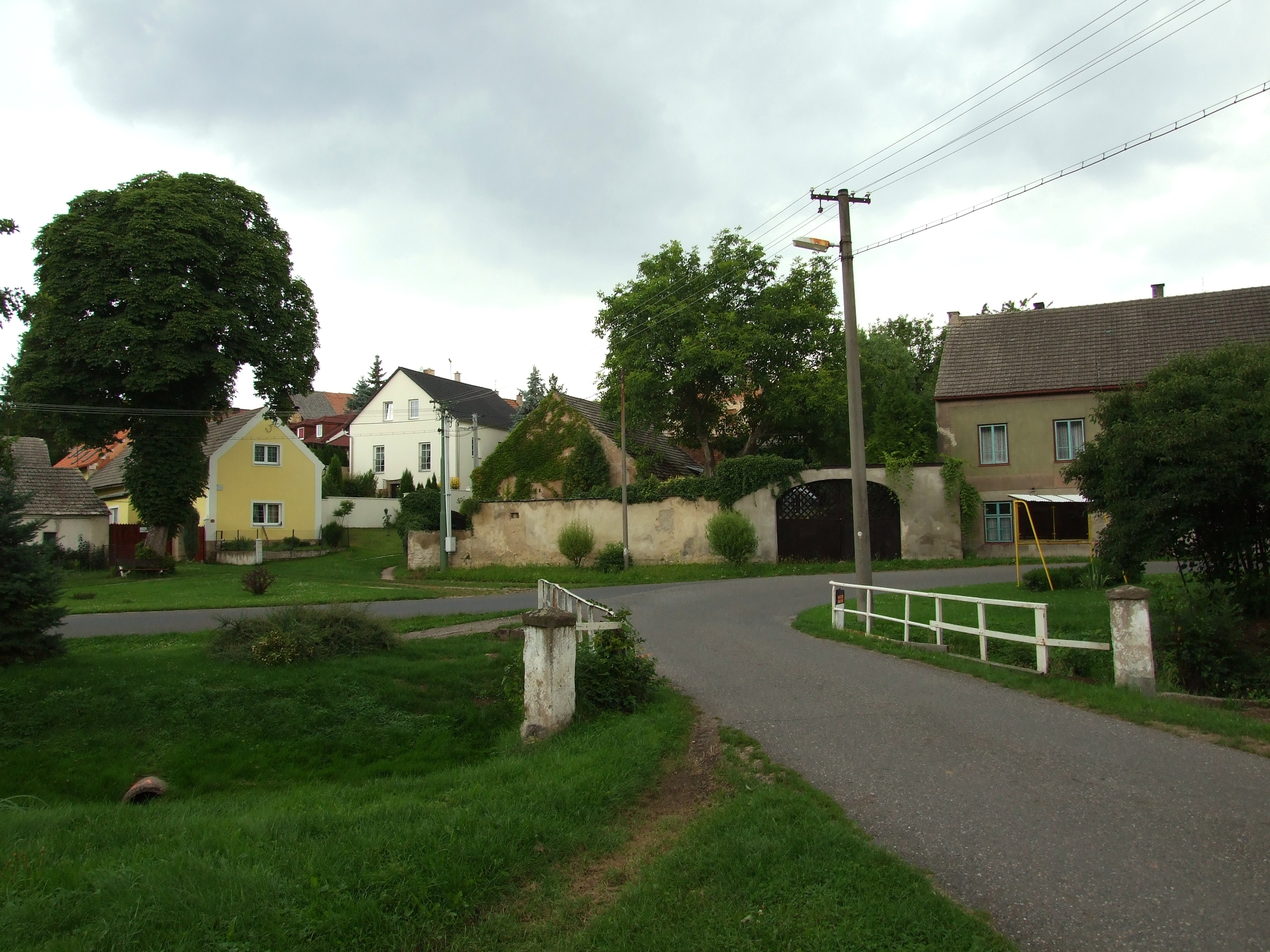

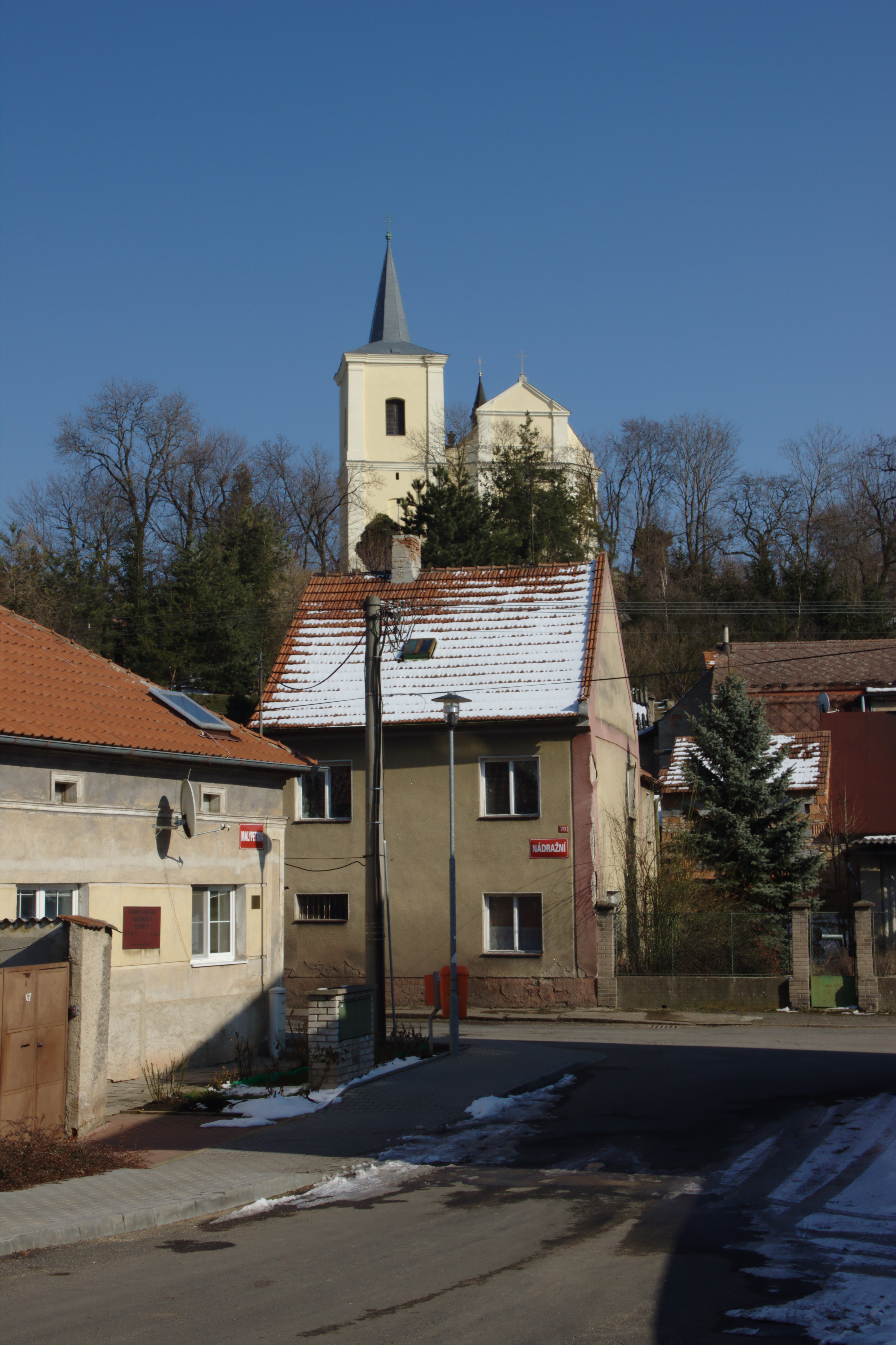
Klobuky

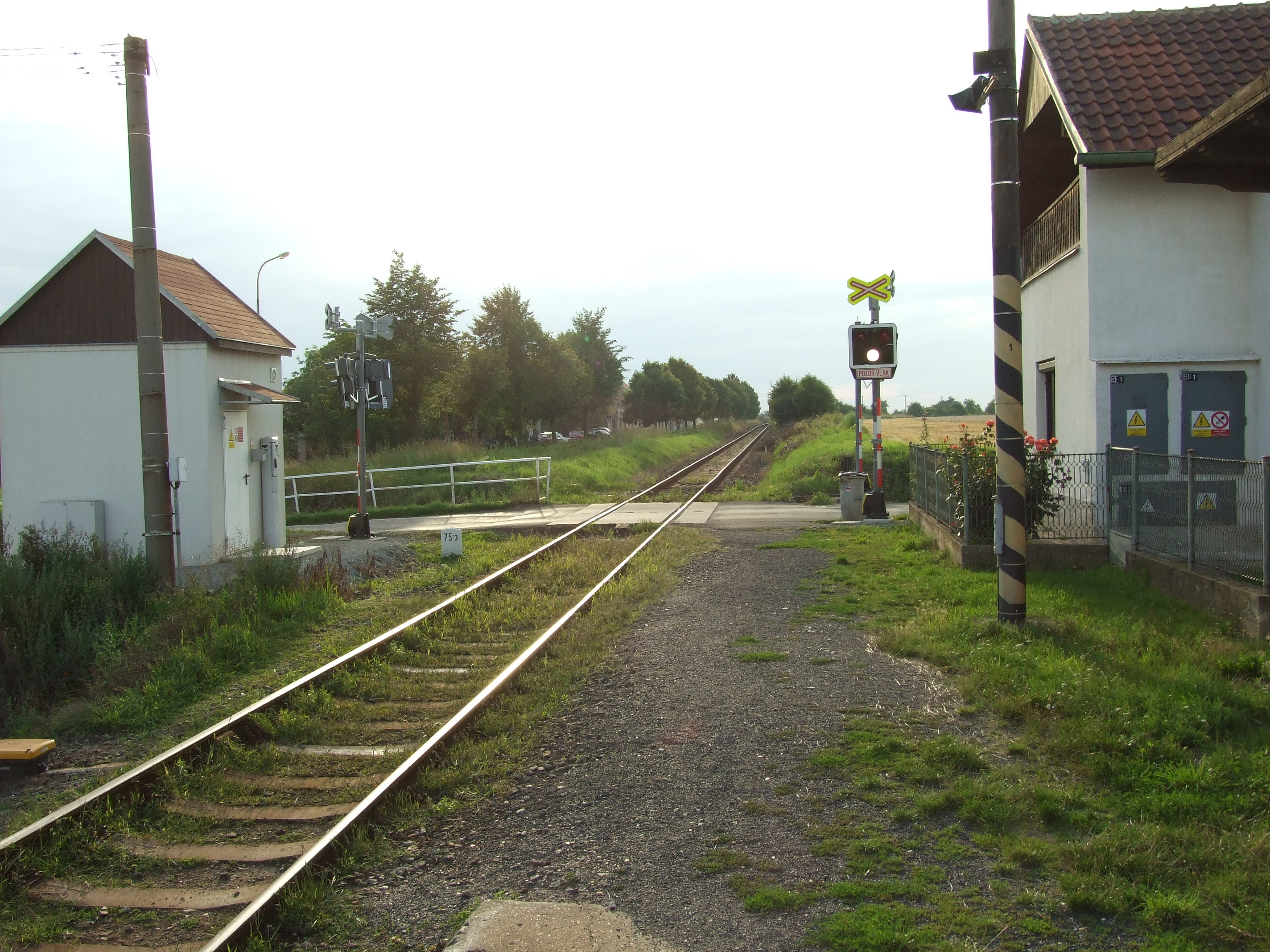
Telce – železniční přejezd

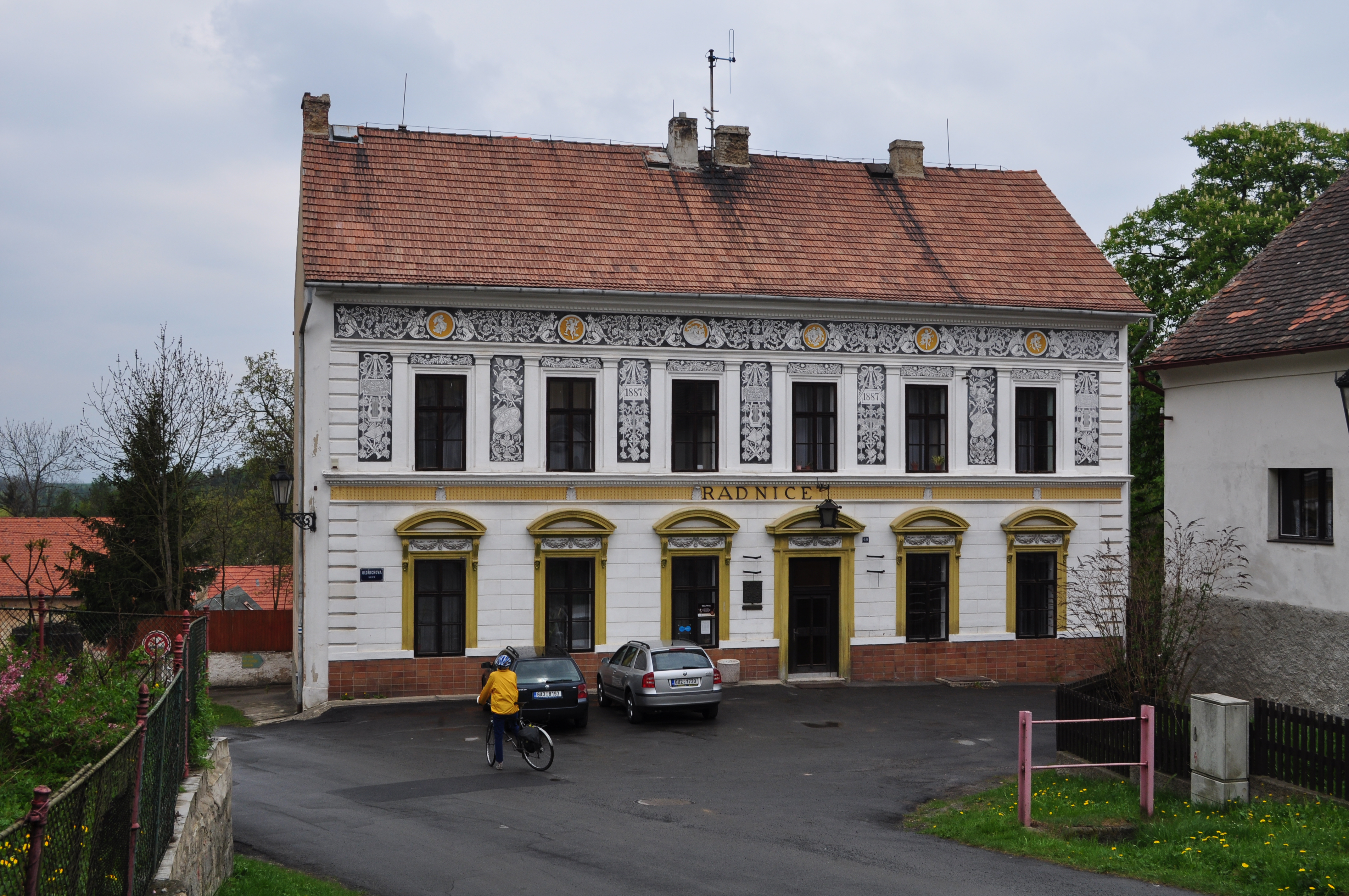
Peruc

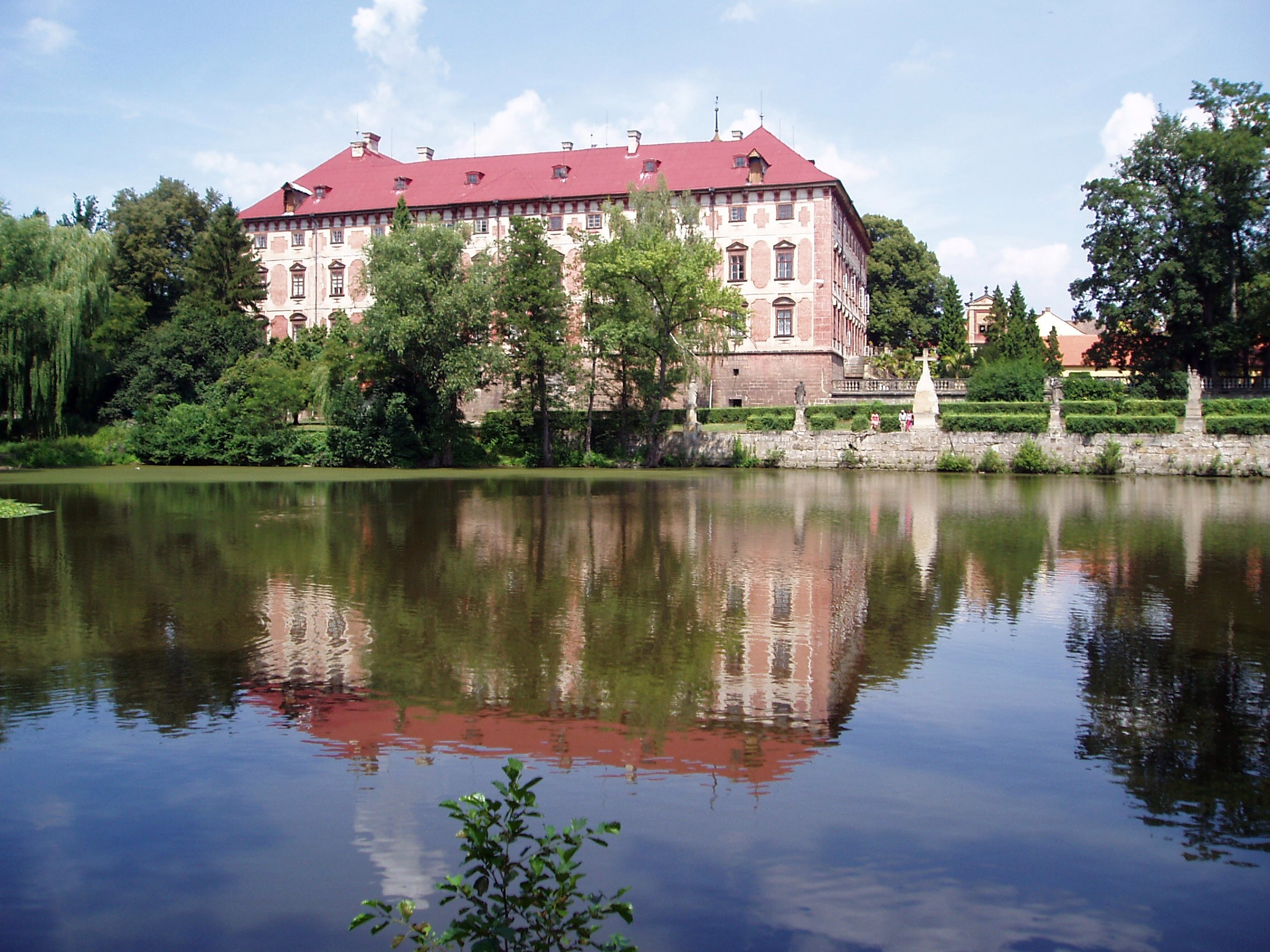
Libochovice – zámek

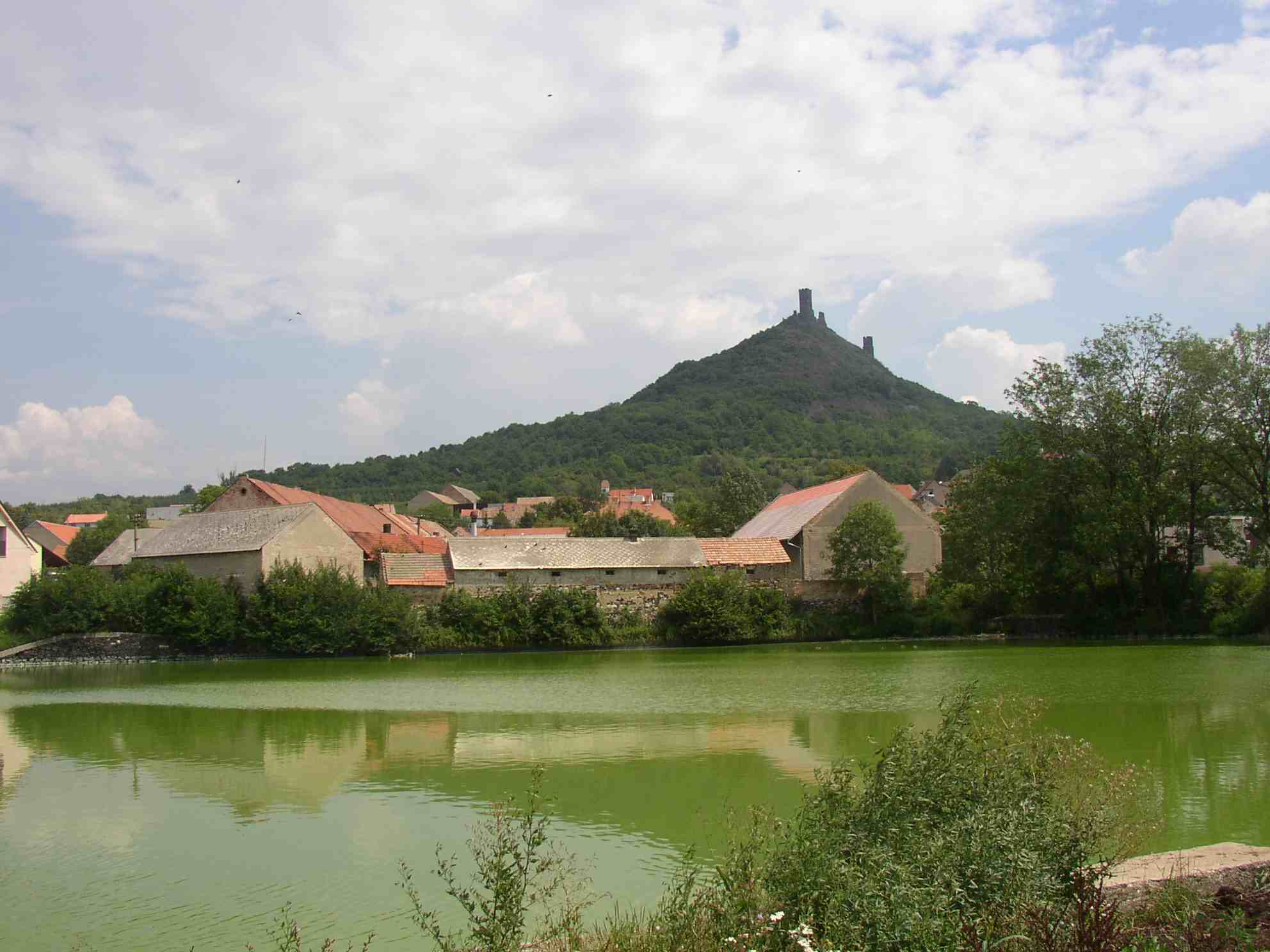
Klapý a Házmburk

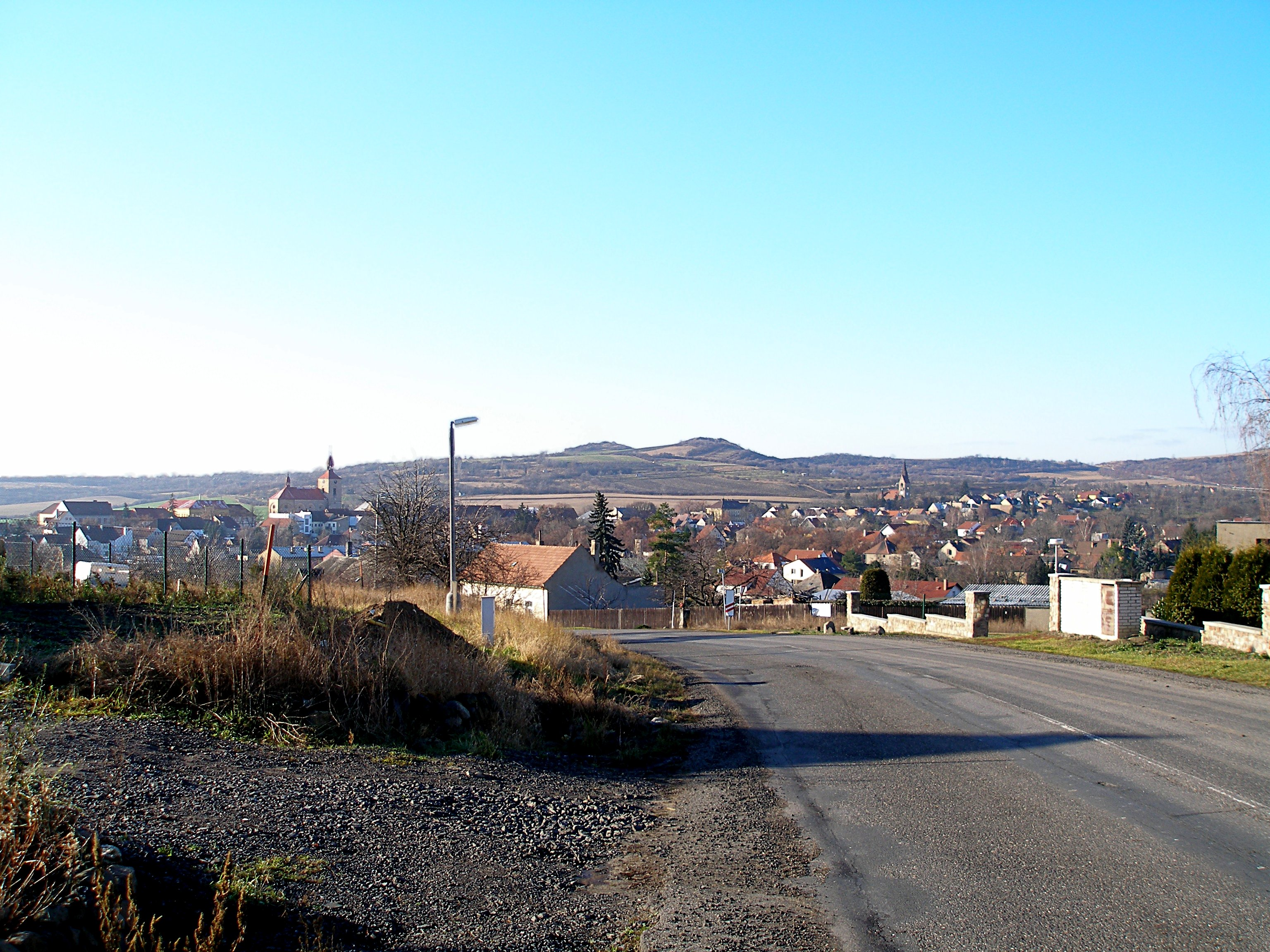
Třebenice – II/237 před nájezdem na I/15

| Vzdál. v km | Místo         | Popis | Navazuje | Nadm. výška |
| ----------- | ------------- | --- | -------- | ----------- |
|             |               | Středočeský kraj – okres Rakovník                                                                                  |          |             |
| 0           | Rakovník      | II/237 začíná na výjezdu z kruhového objezdu Na Střelnici                                                          | II227    | 323         |
| 1,1         |               | nad silnicí vede viadukt se železniční tratí 120                                                                   |          | 331         |
| 2,4         |               | vlevo odbočka na III/2371 do obcí Lužná a Krušovice                                                                |          | 338         |
| 3,7         | Lužná         | vlevo odbočka do obce                                                                                              |          | 381         |
| 6,3         |               | v lese na přímém úseku odbočka vlevo na III/22915 do obce Lužná a Lišany                                           |          | 421         |
| 8,6         |               | v lese se kříží se silnicí III/2372 vpravo na Nový Dům a vlevo do obcí Třtice a Mšec                               |          | 447         |
| 9,0–10      |               | cesta lesem – nebezpečné zatáčky                                                                                   |          | 415         |
| 11          | Ruda          | průjezd obcí – vpravo místní III/2374                                                                              |          | 440         |
| 13          | Nové Strašecí | most přes železniční trať 120; vpravo odbočka k železniční stanici N. Strašecí                                     |          | 427         |
| 14          | Nové Strašecí | vpravo odbočka do města a dále na silnici II/606                                                                   | II606    | 487         |
| 15          | Nové Strašecí | vlevo nájezd na dálnici D6 směr Praha nebo směr Karlovy Vary                                                       | D6       | 482–474     |
| 16          |               | vpravo odbočka na III/2376 do obce Mšecké Žehrovice                                                                |          | 472         |
| 19          |               | ostrá zatáčka vlevo; zprava přípojka III/2376 z obce Mšecké Žehrovice                                              |          | 451         |
| 21          | Mšec          | prudká zatáčka vpravo; zleva se napojuje III/2372 ze Třtice                                                        |          | 430         |
| 22          | Mšec          | nájezd na silnici I/16 vlevo, společně cca 200 m a II/237 pak pokračuje odbočením vpravo                           | I16      | 450         |
| 25          | Srbeč         | u kostela zahýbáme doprava; vlevo odbočka na III/2378 do obcí Bdín a Přerubenice a na III/23711 do obce Milý a Bor |          | 332         |
|             |               | Středočeský kraj – okres Kladno                                                                                    |          |             |
| 28          |               | vlevo odbočka na III/23712 do Hřešice                                                                              |          | 306         |
| 29          |               | vlevo přípojka III/23712 z Hřešice                                                                                 |          | 294         |
| 30          | Pozdeň        | vpravo odbočka na III/23713 do Jedomělice                                                                          |          | 287         |
| 31          | Pozdeň        | zatáčí vlevo, vpravo odbočka na III/23717 do obcí Plchov a Kvílice; po cca 100 m vlevo III/23716 do obce Líský     |          | 283         |
| 33          |               | zatáčka vpravo; vlevo odbočka na III/23716 do obce Líský                                                           |          | 347         |
| 34          | Hořešovice    | na začátku obce vlevo na III/23720 do obce Bilichov                                                                |          | 288         |
| 35          | Hořešovice    | v centru obce zatáčí vpravo, vlevo odbočka na III/23722 do obce Hořešovičky                                        |          | 286         |
| 35,5        |               | vpravo odbočka na III/23719 do Třebíze                                                                             |          | 284         |
| 36          |               | nájezd na silnici I/7 s odbočením vpravo, cca 2 km společně                                                        | I7       | 285         |
| 38          | Třebíz        | II/237 odbočuje z I/7 vlevo; vpravo odbočka do obce Třebíz                                                         | I7       | 306         |
| 39          |               | vpravo odbočka na III/23727 do obce Kobylníky                                                                      |          | 297         |
| 40          | Klobuky       | u rybníka ostrá zatáčka vpravo; vlevo odbočka na III/23733 místní komunikace                                       |          | 262         |
| 40,4        | Klobuky       | u rybníka ostrá zatáčka vlevo; vpravo odbočka na III/23728 na Kobylníky                                            |          | 257         |
| 41          | Klobuky       | ostrá zatáčka vlevo; vpravo odbočka na III/23732 na Čeradice a Páleček                                             |          | 266         |
| 41,3        | Klobuky       | zatáčka vpravo; zleva se napojuje III/23733, přímo vede III/23735 do Kokovice a Uherce                             |          | 267         |
|             |               | Ústecký kraj – okres Louny                                                                                         |          |             |
| 43          | Telce         | přejezd přes železniční trať 110; těsně před přejezdem odbočka vlevo na III/23736 do Vrbno nad Lesy                |          | 340         |
| 46          | Peruc         | křižovatka se silnicí III/23738 vpravo do obce Vraný, vlevo k nádraží Peruc                                        |          | 353         |
| 47          | Peruc         | zatáčka vpravo; zleva se připojuje III/23739 z obcí Hřívčice a Vrbno nad Lesy                                      |          | 347         |
| 47,5        | Peruc         | přímo v obci křižovatka se silnicí II/239                                                                          | II239    | 338         |
| 48          | Peruc         | na konci obce vlevo na místní komunikaci III/23740 a vpravo na III/23741 do obcí Černochov, Ředhošť, Mšené-lázně   |          | 328         |
| 50          |               | vpravo odbočka na III/23742 do obce Černochov                                                                      |          | 329         |
|             |               | Ústecký kraj – okres Litoměřice                                                                                    |          |             |
| 51          |               | vlevo odbočka na III/23743 do osady Horka                                                                          |          | 315         |
| 53          | Evaň          | vpravo odbočka na III/23744 do obce Černochov                                                                      |          | 291         |
| 54          | Evaň          | průjezd obcí |          | 285         |
| 56          | Poplze        | vpravo odbočka na III/23745 do obce Brníkov                                                                        |          | 178         |
| 57          | Poplze        | most přes řeku Ohře                                                                                                |          | 166         |
| 58          | Libochovice   | Náměstí svobody – zleva silnice II/246 z Loun vpravo do Budyně, II/237 pokračuje na sever                          | II246    | 170         |
| 58,5        | Libochovice   | přejezd přes železniční trať 114                                                                                   |          | 171         |
| 61          |               | II/237 zahýbá mírně vpravo; přímo je odbočka na III/23748 do obce Křesín                                           |          | 193         |
| 62          | Klapý         | průjezd obcí; po pravé straně hrad Hazmburk                                                                        |          | 235–220     |
| 63          |               | vpravo odbočka na III/23750 do obce Sedlec; vlevo odbočka na III/23751 do obce Lkáň                                |          | 219         |
| 65          | Chodovlice    | průjezd obcí |          | 220–200     |
| 67          | Třebenice     | při vjezdu do obce odbočka vpravo na III/23757 do obce Úpohlavy                                                    |          | 215         |
| 67,5        | Třebenice     | za zatáčkou vpravo přejezd přes železniční trať 113                                                                |          | 229         |
| 68          | Třebenice     | II/237 zde končí napojením na silnici I/15                                                                         | I15      | 242         |

V tabulce uvedené vzdálenosti a nadmořské výšky jsou přibližné. Byly zjištěny odměřením na Mapy.cz, případně na jiných veřejnosti přístupných mapách.